# Université allemande du sport de Cologne
L'Université allemande du sport de Cologne (Deutsche Sporthochschule Köln, DSHS, Spoho) est une université sportive allemande.
L'université est située dans le quartier Müngersdorf de Cologne, non loin du RheinEnergieStadion. La DSHS est la plus grande université sportive au monde, et l'unique université de ce type en Allemagne.

## Histoire
En 1970, l'État de Rhénanie-du-Nord-Westphalie a accordé à l'Université allemande des sports de Cologne le droit de décerner des doctorats et une habilitation, ainsi que le statut d'une université scientifique avec un statut universitaire.
Elle accueille 5 800 étudiants de 59 pays. Elle dispose de 19 instituts scientifiques d'enseignement et de recherche, dispense des formations de type Bachelor et Master, et décerne des diplômes de doctorat et de post-doctorat.